# Shooto
Lo Shooto è uno sport da combattimento giapponese nato nella metà degli anni ottanta e dal 1989 è anche una delle prime e più importanti organizzazioni di arti marziali miste professionistiche, nonché un ente che determina il regolamento utilizzato alle varie promozioni che si appoggiano ad esso.
Come promozione di MMA è tuttora attiva in una moltitudine di paesi sempre con il brand "Shooto", mentre altre organizzazioni si appoggiano all'ente Shooto per organizzare i propri eventi come ad esempio la "Vale Tudo Japan".

## Lo stile di combattimento
Idealmente prosegue il percorso intrapreso dagli sport che lo hanno preceduto, ovvero il pancrazio greco e il vale tudo brasiliano e precede le attuali arti marziali miste, che vantano una grande diffusione in Nord America.
Lo scopo di sensei Satoru Sayama, ideatore dello stile, era quello di creare uno sport realistico, che potesse competere a livello internazionale con ogni tipo di sport da combattimento o arte marziale, "scremando" perciò nel tempo le tecniche ritenute meno efficaci e sviluppando invece le migliori.
In breve tempo tale stile, inizialmente praticato nel solo Giappone, arrivò negli Stati Uniti con il nome di Shootfighting e in Europa come Shoot Boxing.
Negli anni novanta raggiunse il suo apice influenzando fortemente gli stili di lotta presenti nell'organizzazione nipponica di arti marziali miste Pride, al tempo la più importante del mondo.
Tra i più noti praticanti di tale stile vi sono Kazushi Sakuraba, Ken Shamrock, Enson Inoue e Rumina Sato.

## La promozione di MMA
L'organizzazione professionistica di arti marziali miste denominata Shooto vede il suo primo evento materializzarsi nel 1989; da allora è diventato il più esteso ente di MMA del mondo, in quanto presenta "filiali" e tornei in moltissimi paesi di tutto il mondo ed appoggia molte altre promozioni.
Le regole e le classi di peso variano per ogni promozione regionale Shooto: la promozione che incorona il campione del mondo Shooto ha divisioni di peso dai pesi mosca ai pesi mediomassimi, mentre ad esempio quella del Sud America prevede anche i pesi cruiser ed i pesi massimi.

### Paesi con promozioni locali Shooto
- Australia
- Belgio
- Brasile
- Bulgaria
- Finlandia
- Francia
- Germania
- Giappone
- Italia
- Lituania
- Paesi Bassi
- Svezia
- Svizzera
- Stati Uniti

### Lottatori di rilievo
Molti lottatori che hanno in passato combattuto nelle promozioni regionali o in quella mondiale Shooto hanno poi avuto successo nelle maggiori organizzazioni mondiali di MMA.
Tra questi:
- Anderson Silva - campione dei pesi medi UFC, Shooto e Cage Rage
- José Aldo - campione dei pesi piuma UFC e WEC
- Matt Hughes - campione dei pesi welter UFC
- Gilbert Melendez - campione dei pesi leggeri Strikeforce e WEC
- Carlos Newton - campione dei pesi welter UFC
- Dave Menne - campione dei pesi medi UFC
- Nick Diaz - campione dei pesi welter Strikeforce, WEC ed IFC
- Jake Shields - campione dei pesi medi Strikeforce ed IFC e campione dei pesi welter Shooto, EliteXC, ROTR e GC
- Shinya Aoki - campione dei pesi leggeri Dream e ONE FC e campione dei pesi welter Shooto
- Marloes Coenen - campionessa dei pesi gallo Strikeforce
- Takanori Gomi - campione dei pesi leggeri Pride e campione dei pesi welter Shooto
- Jens Pulver - campione dei pesi leggeri UFC
- Renan Barão - campione ad interim dei pesi gallo UFC
- Hatsu Hioki - campione dei pesi leggeri Shooto, campione dei pesi piuma WVR Sengoku e TKO
- Miguel Torres - campione dei pesi gallo WEC
- Mamed Khalidov - campione dei pesi mediomassimi KSW
- Clay Guida - campione dei pesi leggeri Strikeforce
- Tarec Saffiedine - campione dei pesi welter Strikeforce
- Marlon Moraes - campione dei pesi gallo WSOF
- Glover Teixeira - campione divisione fino ai 100 kg Shooto sezione Sud America
- Eduardo Dantas - campione dei pesi gallo Bellator e Shooto sezione Sud America
- Jussier Formiga - campione divisione fino alle 123 lb Shooto sezione Sud America
- Siyar Bahadurzada - campione dei pesi medi Shooto
- Marlon Sandro - campione dei pesi piuma Pancrase e WVR Sengoku
- Masakatsu Ueda - campione dei pesi gallo Shooto
- Kyoji Horiguchi - campione dei pesi gallo Shooto
- Francimar Barroso - campione dei pesi mediomassimi Shooto sezione Brasile
- Megumi Fujii
- Alexander Gustafsson
- Thales Leites
- Cláudia Gadelha
- Rafael dos Anjos
- Thiago Silva
- John Lineker
- Diego Nunes
- Johnny Eduardo
- Bart Palaszewski
- Stanislav Nedkov
- Takeya Mizugaki
- Ivan Musardo - campione dei pesi leggeri Cage Warriors